# Mulomedicina Chironis
Mulomedicina Chironis (doslova „Chironova medicína mezků“) je latinsky napsané lékařské pojednání ze 4. století o medicíně koní.

## Autor
Jako autor je uveden jistý Chiron Kentaurus, což pravděpodobně není skutečné jméno, ale jen vtipný pseudonym.

## Prameny
Mulomedicina Chironis uvádí několik svých zdrojů: Apsyrtus, Cato starší, Columella, Gargilius Martialis a také některé anonymní a ztracené spisy. Kniha není překladem řeckých veterinárních textů, tzv. Hippiatrica, i když nelze popřít, že řecké texty jsou užitečné pro pochopení Mulomediciny .

## Jako vzor pro jiná díla
Mulomedicina Chironis je hlavním zdrojem Vegetiovy Mulomediciny . Tentýž Vegetius na jednom místě říká (Mul. 1, prolog 3-4): Chiron vero et Apsyrtus diligentius cuncta rimati eloquentiae inopia ac sermonis ipsius vilitate sordescunt. ("Chiron a Apsyrtus však přes svou snahu mnohé zmařili nedostatkem výmluvnosti a laciností řeči samé." )

## Rukopisy
Známě dva rukopisy obsahující Mulomedicina Chironis. První rukopis, CLM 243 z 15. století, byl nalezen v roce 1885 v Bavorské státní knihovně v Mnichově Wilhelmem Meyerem . Druhý rukopis, D III 34, pocházející z roku 1495, objevil v roce 1988 v basilejské univerzitní knihovně Werner Sackmann .